# 挪威短吻獅子魚
挪威短吻獅子魚，為輻鰭魚綱鮋形目杜父魚亞目獅子魚科的其中一種，分布於東北大西洋斯匹次卑爾根群島綠港海域，棲息深度可達150公尺，為深海底棲性魚類，體長可達7公分，屬肉食性，生活習性不明。

## 擴展閱讀
維基物種上的相關：挪威短吻獅子魚